# Czesław Rymarz

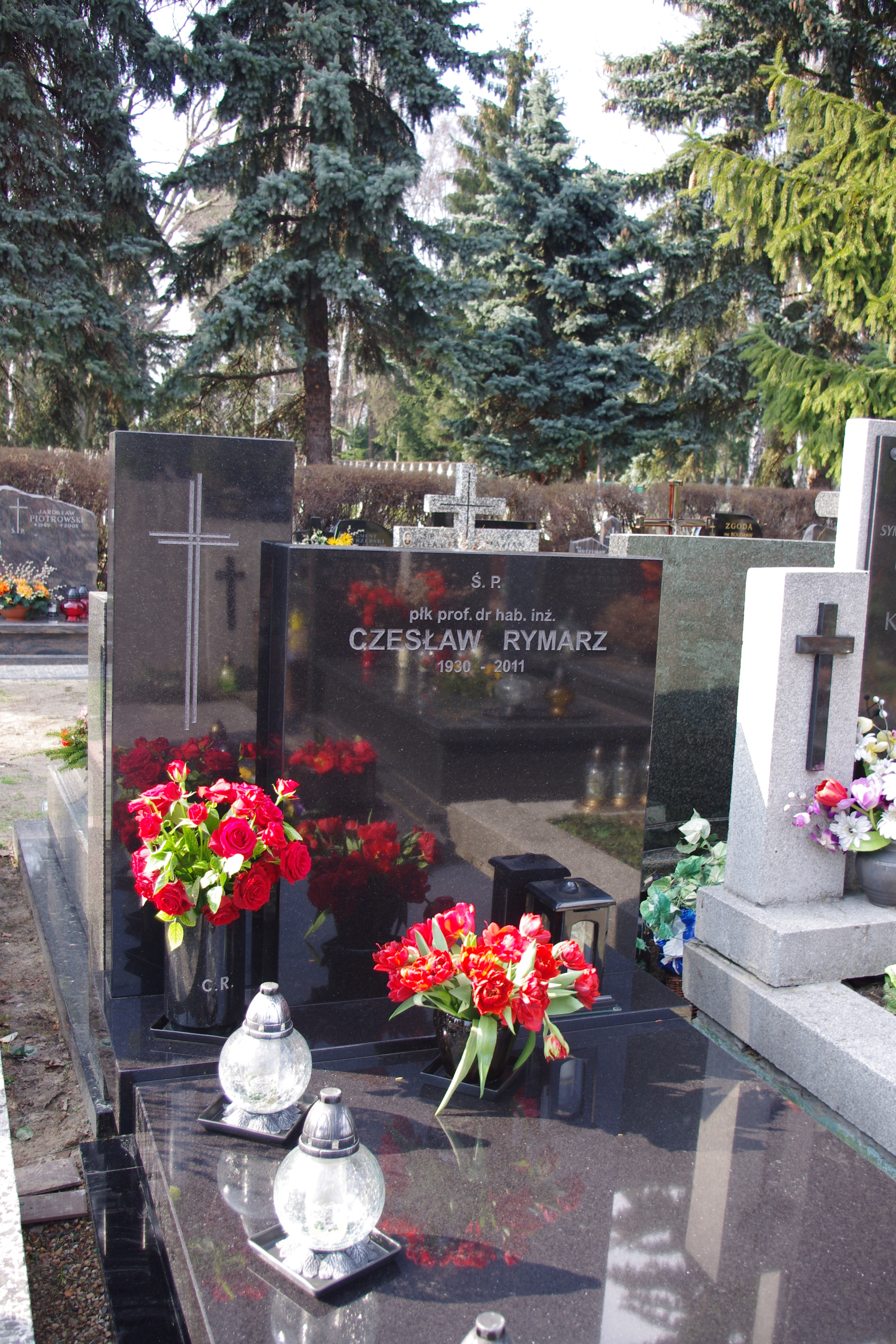
Grób prof.Czesława Rymarza (1930-2011) na Cmentarzu Wojskowym na Powązkach w Warszawie

Czesław Rymarz (ur. 26 listopada 1930 w Łucku w powiecie łuckim II RP, zm. 8 kwietnia 2011) – polski matematyk, fizyk, mechanik, meteorolog, cybernetyk, informatyk, filozof, pułkownik Wojska Polskiego, wykładowca Wojskowej Akademii Technicznej im. Jarosław Dąbrowskiego (WAT) w Warszawie, między innymi na Wydziale Inżynierii Lądowej i Wydziale Geodezji.

## Życiorys
Urodził się na Wołyniu w rodzinie robotniczej. Ukończył Liceum Humanistyczne w Malborku i podoficerską szkołę piechoty w Rembertowie. W roku 1958 ukończył z wyróżnieniem studia w WAT (Fakultet Wojsk Lotniczych), studiował też na Wydziale Filozoficznym i Matematyczno-Fizycznym UW. Studia te zakończył w roku 1966. Pracę naukową rozpoczął po roku 1958 jako starszy asystent w WAT.
Stopień doktora nauk technicznych uzyskał w roku 1967 na podstawie rozprawy Dyskretno-ciągła i asymptotyczna metoda rozwiązania dynamicznych problemów brzegowych brył o symetrii osiowej (promotorem pracy był prof. Sylwester Kaliski), a stopień doktora habilitowanego w roku 1974 na podstawie pracy Problemy brzegowe nielokalnej teorii sprężystości. W latach 1964–1976 był wykładowcą w Katedrze Podstaw Mechaniki i Fizyki Technicznej WAT, a od 1976 r. kierownikiem Zakładu Meteorologii WAT. Był również prodziekanen do spraw naukowych ówczesnego Wydziału Chemii i Fizyki Technicznej WAT. Tytuł profesora nauk technicznych otrzymał w 1982 r. W latach 1988–1991 był zatrudniony na stanowisku profesora Instytutu Podstawowych Problemów Techniki PAN. Ponadto w latach 1983–1990 pełnił funkcję zastępcy komendanta Wydziału Inżynierii Lądowej i Geodezji ds. naukowo-szkoleniowych WAT.

## Praca naukowa
Był autorem lub współautorem blisko 150 publikacji naukowych. Był redaktorem naczelnym pisma Journal of Technical Physics. Był wiceprzewodniczącym Polskiego Towarzystwa Zastosowań Elektromagnetyzmu. Do jego rozległych zainteresowań badawczych zaliczała się geometria różniczkowa i teoria powierzchni. Był recenzentem prac doktorskich, habilitacyjnych i postępowań w sprawie nadania tytułu profesora; autorem lub współautorem około 150 publikacji naukowych. Organizował konferencje międzynarodowe i krajowe z dziedziny metod numerycznych w mechanice i meteorologii.